# カウントダウン・トゥ・デス
『カウントダウン・トゥ・デス』(Countdown)は、2016年のアメリカのアクション映画。ドルフ・ジグラー、キャサリン・イザベル、ケイン主演。監督はジョン-ストックウェル、脚本はリチャード・ウェンクおよびマイケル・フィンチ、制作はWWEスタジオ。2016年4月5日にライオンズゲートからオリジナルビデオおよびデジタルHD配信にてリリースされた。

## あらすじ
レイ・トンプソン刑事宛ての小包が署に送られてきた。書かれていたアドレスからWebサイトを辿ると、犯人が子供を人質に取っている映像が映し出され、子供の体には爆発物が縛り付けてあった。犯人は身代金として200万112ドル35セントを要求。クローニン警部補は身代金を用意し、それをレイに運ばせることにする。最悪の事態になった場合は、レイは爆発物を解除する前に犯人を射殺する。残された時間は6時間42分。レイは監察官のジュリア・ベーカーと共に、手遅れになる前に子供が隠されたアジトを探し出さなければならない。

## キャスト
- ドルフ・ジグラー - レイ・トンプソン刑事
- キャサリン・イザベル - ジュリア・ベーカー警部補
- ジョシュ・ブラッカー - アル・ケンドリックス刑事
- ケイン - フランク・クローニン警部補
- ルセフ - 本人役(カメオ出演)
- ラナ - 本人役(カメオ出演)
- アレクサンダー・カルギン - ニコライ
- マイケル・コプサ - マカロフ
- アラン・オシルバ - ウラディスラフ・パベル
- キャサリン・ラフ・ハッグクイスト - リリー
- ジェニファー・チョン - レイチェル
- ルーク・ロエスラー - アナトリー
- タラス - 長髪の犯罪者
- アレクサンダー・マンドラ - ボリス
- サーワン・バズハ - 技術者1
- サイモン・ヒル - 技術者2

この他、セリフなしの出演者として、ジミー・ウーソ、ジェイ・ウーソ、ロマン・レインズ、サンティーノ・マレラ、ディーン・アンブローズ、カーティス・アクセル、マーク・ヘンリー、ビッグ・ショー、ダニエル・ブライアン、ヒース・スレーター、ランディ・オートン、チャールズ・ロビンソン、ビッグ・E、コフィ・キングストン、エグゼビア・ウッズ、ビクター、コナー、シン・カラ、カリスト、ブロック・レスナー、ポール・ヘイマンが出演している。